# Brennbichlstraße
De Brennbichlstraße (L61) is een 1,89 kilometer lange Landesstraße (lokale weg) in het district Imst in de Oostenrijkse deelstaat Tirol. De weg is een zijweg van de Tiroler Straße (B171) en zorgt voor een verbinding vanaf deze weg in Imst (827 m.ü.A.) met Brennbichl (724 m.ü.A.). Het beheer van de straat valt onder de Straßenmeisterei Imst.